# Krzysztof Buczyński
Krzysztof Buczyński (ur. 26 września 1958 w Sochaczewie) – polski podróżnik, żeglarz, taternik, instruktor sportowy. Pierwszy człowiek na świecie, który przepłynął kajakiem składanym Morze Bałtyckie.

## Życiorys
Ukończył Liceum Sztuk Plastycznych w Nałęczowie. W 1978 założył klub Taekwon-Do Wiking, naucza taekwondo i karate w Sochaczewie, Łowiczu i Skierniewicach.
W 1989 jako pierwszy człowiek na świecie przepłynął składanym kajakiem Morze Bałtyckie (ze Szwecji do Polski). Pierwsze podejście podjęte 15 sierpnia 1987 zakończyło się niepowodzeniem – Krzysztof Buczyński wyruszył z Ystad, w trzeciej dobie wyprawy został zabrany na enerdowski kuter rybacki, co motywowano zbliżającym się sztormem. Również nieudana okazała się druga wyprawa, rozpoczęta 27 lipca 1988 – w drugiej dobie wyprawy kajak podróżnika został wywrócony przez śmigłowiec z NRD. Sukces przyniosło dopiero trzecie podejście podjęte 18 sierpnia 1989 z Ystad i zakończone na czwarty dzień w Kołobrzegu. Od 2010 podejmował też nieudane z powodu warunków atmosferycznych wyprawy przepłynięcia kajakiem zimą trasy Bornholm-Kołobrzeg.
W 2009 ukazała się książka jego autorstwa Trudna Droga Vikinga, czyli 3 razy kajakiem przez Bałtyk, w której opisał swoje zmagania z Morzem Bałtyckim.

## Odznaczenia i wyróżnienia
W 2012, za wybitne zasługi na rzecz propagowania sportu i zdrowego stylu życia, został odznaczony Krzyżem Kawalerskim Orderu Odrodzenia Polski. Wyróżniony także Złotym Medalem za Wybitne Osiągnięcia Sportowe, Srebrnym i Złotym Krzyżem Zasługi.